# Ozeanplanet

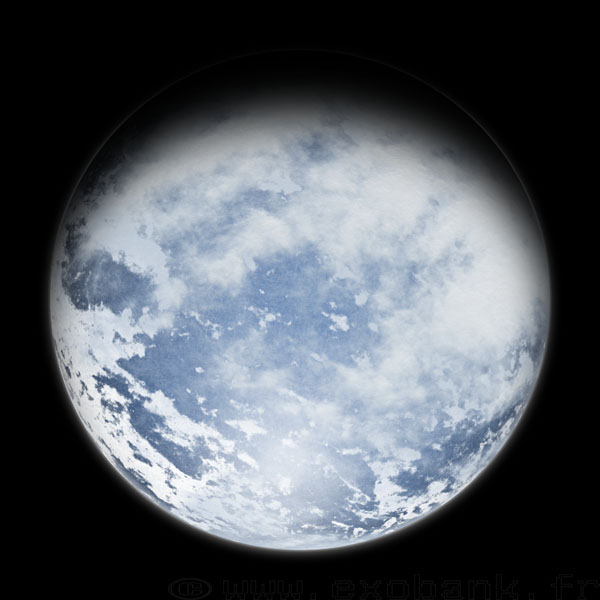
Fiktive Darstellung eines Ozeanplaneten

Ein Ozeanplanet (auch als Wasserwelt bezeichnet) ist eine hypothetische terrestrische Planetenform, deren Oberfläche vollständig von Wasser bedeckt ist.

## Übersicht
Planeten, die sich in den äußeren Bereichen einer protoplanetaren Staubscheibe bilden, sollten regelmäßig zu etwa 50 % aus Wasser und 50 % aus Silikaten bestehen und Kometen ähnlich sogenannten schmutzigen Schneebällen gleichen. Simulationen zeigen, dass solche Planeten unter bestimmten Umständen in Richtung ihres Sternes wandern und dort schmelzen; somit würden Eisplaneten zu Wasserplaneten. Die Möglichkeit solcher Planeten wurde in die astronomisch-wissenschaftliche Diskussion durch wissenschaftliche Arbeiten von Marc Kuchner und Alain Léger eingeführt.

## Eigenschaften
Die Ozeane auf solchen Planeten könnten mehrere hundert Kilometer tief sein und damit bedeutend tiefer als jene, die auf der Erde vorhanden sind. Der hohe Druck am Boden solcher Ozeane könnte zur Bildung eines Mantels von exotischen Formen von Eis führen, wobei dieses Eis nicht unbedingt kalt sein müsste. Befände sich ein solcher Planet ausreichend nahe an seiner Sonne, könnte das Wasser auf ihm überkritisch werden und keine definierte Oberfläche mehr bilden. Die Atmosphäre auf solchen, wie auch auf kühleren Ozeanplaneten, dürfte viel dichter als auf der Erde sein und ein besonders starkes Treibhausklima verursachen. Ozeanplaneten könnten Leben beherbergen.

## Mögliche Kandidaten
Der Exoplanet GJ 1214 b ist der wahrscheinlichste bekannte Kandidat für einen Ozeanplaneten. Beobachtungen des Hubble-Teleskops haben ergeben, dass seine Atmosphäre möglicherweise überwiegend aus Wasserdampf besteht. Aus diesem und anderen Gründen wird angenommen, dass der Planet selbst zu einem großen Teil aus Wasser besteht. Die Neuentdeckung vieler weiterer Objekte dieser Art durch das Kepler-Weltraumteleskop wird erwartet. So hat dieses am 18. April 2013 im Sternensystem Kepler-62 fünf Planeten entdeckt. Bei zweien davon, e und f, könnte es sich um Ozeanplaneten handeln. Da sie sich beide in der habitablen Zone befinden, könnten sie auch Leben beherbergen.
Auch die 2017 entdeckten Exoplaneten Trappist-1 e und Trappist-1 f sowie der 2022 veröffentlichte Exoplanet TOI-1452 b könnten Ozeanplaneten sein.

## Ozeanplaneten in der Fiktion

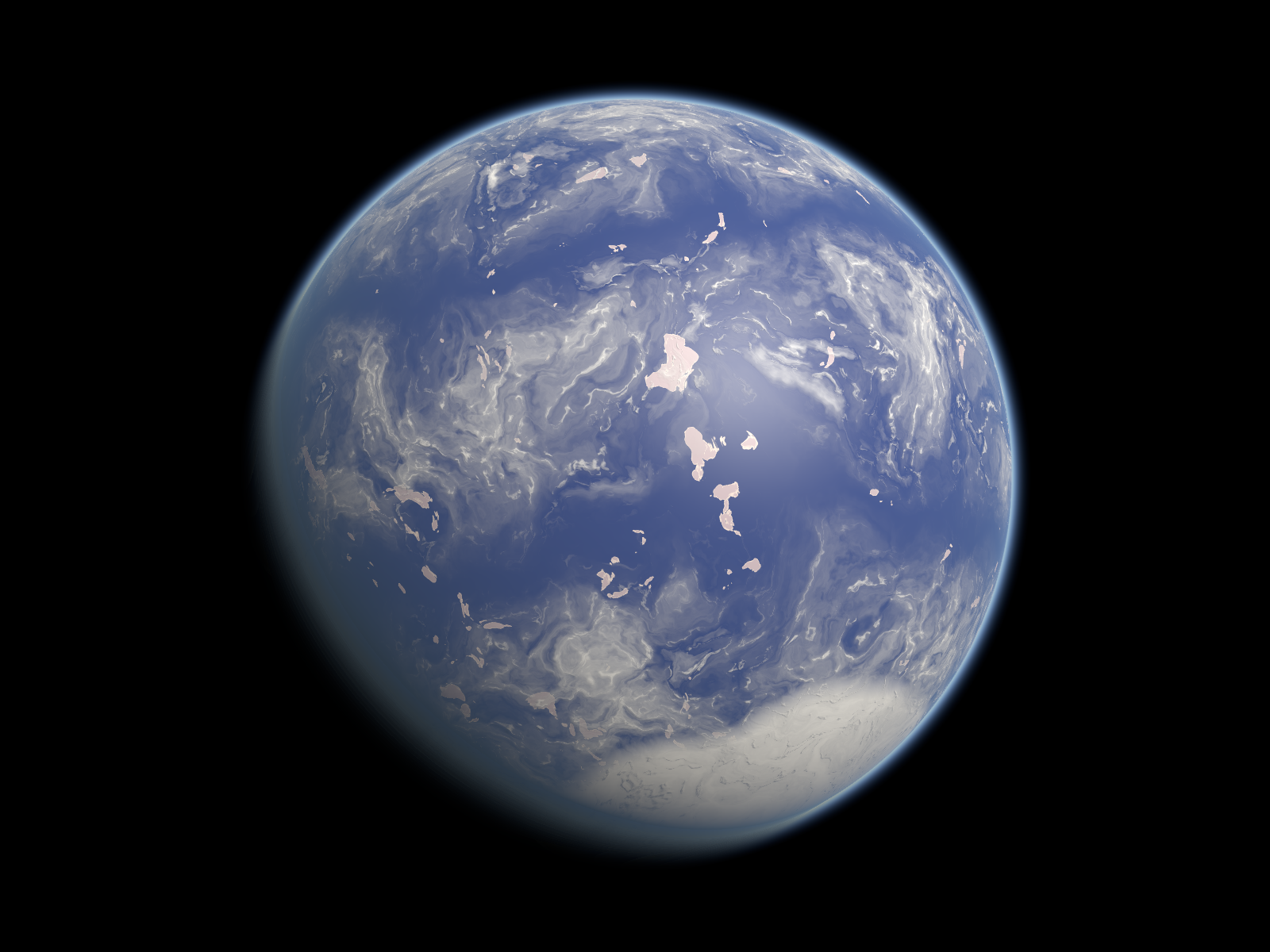
Fiktive Darstellung eines Ozeanplaneten mit einigen Landmassen

Auch in der Science-Fiction wird das Motiv des Ozeanplaneten aufgegriffen. So tauchen im Star-Wars-Universum Manaan, Mon Calamari, Kamino und Ahch-To auf. Allerdings handelt es sich bei diesen nicht um reine Ozeanplaneten. So werden Manaan, Mon Calamari und Ahch-To mit einigen wenigen Landmassen beschrieben. Kamino ist zum Zeitpunkt der Handlung zwar ein Ozeanplanet, besaß jedoch in historischer Zeit Landmassen, welche durch eine globale Eisschmelze im Meer versanken.
In der Star-Trek-Serie Star Trek: Raumschiff Voyager kommt das titelgebende Schiff an der sogenannten Moneanischen Wasserwelt vorbei, die im Prinzip ein Ozeanplanet ist. Es stellt sich jedoch heraus, dass sie künstlich erzeugt wurde, indem mittels eines Schwerkraftgenerators das Wasser eines Planeten in den Weltraum gesaugt und dort zu einer Kugel geformt wurde.
Im Film Waterworld ist die Erde durch eine globale Eisschmelze und weitere, nicht näher genannte Katastrophen zu einem Ozeanplaneten geworden. Lediglich der Mount Everest ragt noch aus den Fluten empor und wird deswegen „Dryland“ genannt. Ein vergleichbares Szenario wird in einer Unbenannten Katastrophenserie von Stephen Baxter beschrieben. Aufbrechende unterirdische Wasserkavernen überfluten schrittweise die Erde, bis fast gar kein Land mehr aus den Fluten ragt.
In Interstellar landen Astronauten auf einer Wasserwelt im Orbit eines Schwarzen Lochs. Über den kniehoch mit Wasser bedeckten Planeten ziehen sich in regelmäßigen Abständen berghohe Wellen.
In dem dreimal verfilmten Roman Solaris von Stanisław Lem ist ein Planet dieses Namens fast vollständig von einem eigentümlichen Ozean umgeben, der anscheinend ein intelligentes Wesen ist.
In dem Videospiel Subnautica ist man auf dem Wasserplaneten 4546B gestrandet und muss dort überleben. Ebenso kann man im Videospiel Kerbal Space Program zum Mond Laythe fliegen, der fast komplett mit Wasser bedeckt ist. In dem Videospiel Stellaris sind mehrere Planetenformen vorhanden, darunter auch Ozeanwelten.